# Бахтиарово (Чувашия)
Бахтиа́рово (чув. Вӑтаяль) — деревня в Янтиковском районе Чувашской Республики. Входит в состав Тюмеревского сельского поселения.

## География
Расстояние до Чебоксар 112 км, до райцентра 9 км, до ж.-д. станции 28 км. Расположена на левобережье реки Ута.

## История названия
Чувашское название деревни — от Вӑта (Ута) — название реки, притока Кубни.

## История
Впервые упоминается в 17 веке. Жители — чуваши, до 1866 государственные крестьяне; занимались земледелием, выращиванием хмеля, животноводством, кузнецким и столярно-токарным промыслами. С 1871 функционировала земская школа. В 1920-е гг. действовала промартель по производству рогож и кулей. В 1931 образован колхоз «Утта».
В 1642 году переселенцы из этой деревни основали деревню Новое Бахтиарово Батыревского района.
Основатели деревни были Пахтер (Бахтиар), Тилпер и Крымкка, которые через Волгу попали на Свиягу, а потому на Кубню (Кетне), дальше по левой стороне реки Уты они и основали деревню, а другие, пройдя дальше, дошли до Вутабоси и основали эту деревню.
Бахтиарово в старину называлась Крымкау. В старинных документах название деревни было названо по-разному. В 1781 году — деревня Старая Бахтиарова, Вуталь (Вутояли) тоже, а в 1859 году: Старая Бахтиарова (Вуталь, Крымкаево) при речке Ута, в деревне 188 мужчин и 190 женщин, в 1907 году проживало 861 чуваш.
Краевед Л. Иванов в своей книге «Формирование этнографических групп и подгрупп чувашей» утверждает, что Бахтиарово было основано переселенцами из Пяти Мамадышей Бахтиаром Маметковым и Акилом Ангирчаевым. По списку населенных мест 1859 года Казанского уезда, деревня называется Старая Бахтиарова (Вутял, Крымкаево). Она состояла из двух населенных пунктов. Основателями Крымкаева были Бахтиар и Крымкка, которые в древности жили на реке Уте (Татария). Но они вынуждены бежать, не выдержав гнета татар. Название деревни дали на чувашском языке на основании реки Ута.

## Население
| 2010 | 2012 |
| ---- | ---- |
| 285  | ↗355 |